# Elvira T
Elvira T, właściwie Elwira Siergiejewna Tuguszewa (ros. Эльвира Сергеевна Тугушева) (ur. 14 sierpnia 1994 w Saratowie) – rosyjska piosenkarka i kompozytorka.

## Kariera
Kariera artystki zaczęła się w wieku 15 lat, kiedy napisała swoją własną, debiutancką piosenkę Всё решено i zamieściła ją w sieci. Piosenka zyskała sławę w internecie. Jakiś czas później piosenka była puszczana z najbardziej znanych radiostacji i trafiała na wykresy hitów w Rosji i na Ukrainie. Do tej pory Всё решено pozostaje najbardziej popularną piosenką w repertuarze kompozytorki.
Po przyjeździe z rodzinnego miasta Saratowa do Moskwy przystąpiła do MGUKI i podpisała kontrakt z wytwórnią muzyczną Zion Music. Zaczęła aktywnie występować i podróżować, była nominowana do wielu nagród krajowych, wśród których była Premia Muz-TV (w kategorii Przełom Roku) i nagroda od kanału RU.TV (w kategorii Najlepszy Start).
W 2013 roku wydała debiutancki album Одержима.

## Komunikaty

### Dyskografia

#### Studyjne albumy
| Nazwa    | Informacja                                                                                     |
| -------- | ---------------------------------------------------------------------------------------------- |
| Одержима | - Data wydania: 28 października 2013 - Wytwórnia: Zion Music - Format: CD, Dystrybucja Cyfrowa |

#### Single
| Rok  | Nazwa                           | Album    |
| ---- | ------------------------------- | -------- |
| 2011 | «Всё решено»                    | Одержима |
| 2012 | «Одержима»                      | Одержима |
| 2013 | «Море»                          | Одержима |
| 2013 | «Offline» (feat. ST1M)          | Одержима |
| 2014 | «Ледяная»                       | Одержима |
| 2014 | «Выше нуля» (feat. Kill DJs)    | TBA      |
| 2014 | «Однокрылая»                    | TBA      |
| 2014 | «Биополе»                       | TBA      |
| 2014 | «Trap'n'Roll»                   | TBA      |
| 2014 | «Time Machine» (feat. Jahkarta) | TBA      |
| 2015 | «ОЭ»                            | TBA      |
| 2015 | «Поезда-самолёты»               | TBA      |
| 2016 | «Дежавю»                        | TBA      |
| 2016 | «Я еду домой»                   | TBA      |
| 2016 | «Такси»                         | TBA      |
| 2017 | «Гори в Аду» (feat. Menzo DJ's) | TBA      |
| 2017 | «Не будь дурой!»                | TBA      |

#### Teledyski
| Rok  | Klip                                        | Reżyser                             | Album    |
| ---- | ------------------------------------------- | ----------------------------------- | -------- |
| 2011 | «Всё решено»                                | Ilja Piermiakow                     | Одержима |
| 2012 | «Одержима»                                  | Ilja Piermiakow                     | Одержима |
| 2013 | «Море»                                      | Andriej Sobolew                     | Одержима |
| 2013 | «Offline» (z gościnnym udziałem ST1M)       | Aleksiej Małachow                   | Одержима |
| 2014 | «Ледяная»                                   | Aleksiej Wieriecznik                | Одержима |
| 2014 | «Выше нуля» (z gościnnym udziałem Kill DJs) | Konstantin Kokoriew                 | TBA      |
| 2014 | «Trap’n’Roll»                               | Ilja Piermiakow                     | TBA      |
| 2015 | «ОЭ»                                        | Elwira Tuguszewa                    | TBA      |
| 2015 | «Поезда-самолёты»                           | Elwira Tuguszewa, Siergiej Grey     | TBA      |
| 2016 | «Такси»                                     | Aleksiej Boczenin                   | TBA      |
| 2017 | «Не будь дурой!»                            | Elwira Tuguszewa, Aleksiej Małachow | TBA      |